# Федосьевское сельское поселение
Федосьевское се́льское поселе́ние — сельское поселение в Пожарском районе Приморского края.
Административный центр — село Федосьевка.

## История
Статус и границы сельского поселения установлены Законом Приморского края от 7 декабря 2004 года № 191-КЗ «О Пожарском муниципальном районе»

## Население
| 2005 | 2010 | 2011 | 2012 | 2013 | 2014 | 2015 |
| ---- | ---- | ---- | ---- | ---- | ---- | ---- |
| 712  | ↗715 | ↘711 | ↗750 | ↗762 | ↘741 | ↗745 |
| 2016 | 2017 | 2018 | 2019 | 2020 | 2021 |      |
| ↘737 | ↗745 | ↘717 | ↗718 | ↗726 | ↘625 |      |

## Состав сельского поселения
В состав сельского поселения входят 3 населённых пункта:
| № | Населённый пункт | Тип населённого пункта       | Население |
| - | ---------------- | ---------------------------- | --------- |
| 1 | Алчан            | село                         | ↘24       |
| 2 | Бурлит           | село                         | ↘223      |
| 3 | Федосьевка       | село, административный центр | ↗468      |

## Местное самоуправление
Администрация
Адрес: 692025, с. Федосьевка, ул. Советская, 28. Телефон: 8 (42357) 38-1-33
Глава администрации
- Филатов Станислав Анатольевич